# Officine Meccaniche Tortonesi
Officine Meccaniche Tortonesi (kurz: OMT) ist ein italienischer Nutzfahrzeughersteller, der eigentlich auf die Produktion von Anhängern spezialisiert ist, aber in den 1960er-Jahren zudem Lkw produzierte.
Die Ursprünge des Unternehmens reichen bis ins Jahr 1928 zurück, als Giuseppe Caldana im Jahr 1928 in Tortona eine Fabrik zur Herstellung von Anhängern ins Leben rief. Nach dem Zweiten Weltkrieg, im Jahr 1955, wurde das Unternehmen von Industriellen aus der Umgebung aufgekauft und erhielt die noch heute existierende Bezeichnung OMT-Officine Meccaniche Tortonesi.
Im Jahr 1963 brachte OMT, obwohl auf Anhänger spezialisiert, den schweren 8×2-Lkw OMT MF4 heraus. Um das in Italien gesetzlich zulässige Gesamtgewicht ausnutzen zu können, erschien der Lkw in der Antriebsformel 8×2 und mit zwei gelenkten Achsen. Das Führerhaus und andere Bauteile stammten von Fiat, der Motor war ein AEC-Sechszylinder-Dieselmotor vom Typ AV 690. Es existierten auch Fahrzeuge, die mit Fiat-Motoren ausgestattet waren. Der für 22 Tonnen ausgelegte Lkw konnte eine Nutzlast von 13 Tonnen befördern, durfte aber mit Anhänger ein Lastzuggewicht von 44 Tonnen erreichen. In der vierjährigen Produktionszeit wurden auch Sattelzugmaschinen hergestellt.
Nach diesem "Exkurs" in die Lkw-Produktion wandte sich das Unternehmen wieder dem Anhängerbau zu und existiert noch heute.